# Shayetet 13
La 13ª Flottiglia (in ebraico, שייטת 13 ovvero Shayetet 13 abbreviata in S'13) è l'unità di incursori della Marina israeliana.
Si occupa anche di missioni antiterrorismo navale e di liberazione di ostaggi in ambiente marittimo.

## Organizzazione
Il reparto comprende oggi tre unità a livello compagnia, denominate Palga:
- Palga d'assalto: che annovera i migliori elementi ed assolve compiti di incursione, raid, sabotaggi e controterrorismo, che includono eliminazioni di personaggi di spicco del terrorismo arabo. All'interno della Palga esiste una piccola unità molto poco conosciuta, il Team 4 (T4), incaricata delle missioni più delicate e riservate.
- Palga subacquei: che assolve incarichi di tipo subacqueo, dalla ricognizione idrografica delle spiagge di sbarco alla demolizione di ostacoli subacquei, all'attacco di unità navali alla fonda.
- Palga di superficie: che fornisce gli equipaggi delle unità navali veloci d'assalto incaricate di trasportare le squadre operative delle due precedenti compagnie.

Gli operatori dell'S'13 prestano servizio per un minimo di 4 anni e mezzo, e si impegnano pertanto sin dall'arruolamento a prolungare la loro ferma obbligatoria per ulteriori 18 mesi.

## Selezione e addestramento
L'addestramento dura venti mesi, è considerato il più duro tra quello di tutte le unità speciali israeliane; è anche quello con il maggior numero di feriti (e persino di caduti) durante le sue esercitazioni, estremamente realistiche.
Per accedere al reparto bisogna superare l'apposito Gibush (procedura di selezione). A differenza di quanto avviene in altre selezioni delle Forze speciali israeliane, il Gibush della S'13 non è incentrato solo sul lavoro di gruppo e la collaborazione tra le reclute, ma ricerca anche la loro capacità di agire isolatamente sotto pressione. Questa diversità è dettata dalle caratteristiche dell'ambiente marittimo e delle operazioni subacquee, che lasciano meno spazio al mutuo supporto tra gli operatori.
La selezione più accurata del personale avviene comunque successivamente al Gibush, durante l'intero ciclo addestrativo, che include: 
- quattro mesi di formazione basica di fanteria, presso una base dell'esercito.
- due mesi e mezzo di addestramento avanzato di fanteria, presso la scuola di fanteria.
- tre settimane di corso di paracadutismo militare, con lanci ad apertura comandata HALO e HAHO.

Dopo questa fase iniziale, relativamente semplice per i candidati che hanno già superato il Gibush, ci si trasferisce presso la base navale di Atlit, sede del Shayetet 13, per la successiva fase "preparatoria", che dura sette mesi e rappresenta la principale fase di selezione degli incursori navali. È infatti in questo periodo che si registrano la maggior parte delle defezioni e degli incidenti.
Chi termina questo periodo normalmente si dimostra in grado di portare felicemente a termine l'intera formazione. La fase preparatoria include tecniche avanzate di combattimento terrestre, uso delle armi leggere, gli elementi basici delle operazioni di guerra navale, l'uso operativo di battelli e piccole imbarcazioni, le demolizioni e l'impiego di esplosivi, lunghe marce di resistenza e nuoto operativo di superficie. Il periodo termina con sei settimane di addestramento alle tattiche di contro-terrorismo, tre presso l'apposita scuola delle IDF, ed ulteriori tre svolte direttamente presso il reparto.
Successivamente i candidati frequentano per un mese il corso elementare per sommozzatori, che fornisce le nozioni fondamentali del nuoto subacqueo, dell'impiego degli autorespiratori e dei necessari elementi di medicina e fisica delle immersioni.
Inizia quindi la "Fase Avanzata", durante la quale viene appreso l'uso degli autorespiratori ad ossigeno a circuito chiuso, che non rilasciano in superficie scie rivelatrici di bolle e permettono missioni di maggiore durata; ci si impratichisce nell'uso degli esplosivi per impieghi di demolizione subacquea, e si effettuano operazioni di incursione contro obbiettivi costieri. Per l'avvicinamento agli obbiettivi ci si avvale di sommergibili, imbarcazioni d'assalto, nuoto subacqueo, elicotteri o lanci col paracadute in mare.
Successivamente si apprende ad utilizzare le varie tecniche operative acquisite per portare a termine missioni di contro-terrorismo marittimo, su unità navali, piattaforme estrattive ed installazioni costiere (operazioni di tipo GOPLAT). A metà della fase avanzata le reclute, ormai prossime alla fine del loro ciclo di formazione, sono suddivise tra i tre Palga: gli elementi migliori vanno al Palga d'assalto, quindi a quello per operazioni subacquee e, infine, quelli relativamente meno brillanti alla compagnia battelli e mezzi speciali.
Da questo momento ogni gruppo di operatori si addestra separatamente con il reparto di appartenenza. Il Raids Palga approfondirà le tecniche di incursione navale, le attività non convenzionali, le tattiche di contro-terrorismo marittimo e terrestre. Gli elementi del reparto subacqueo si concentreranno nelle esercitazioni di nuoto e navigazione subacquea, con l'impiego di mini-sommergibili (tipo SDV, Swimmer Delivery Vehicle) ed altri mezzi speciali d'incursione, mentre il Palga di superficie approfondirà gli aspetti della navigazione ognitempo e dell'impiego operativo di imbarcazioni veloci d'assalto.

## Storia
Le origini della Shayetet 13 risalgono alla nascita dello Stato di Israele, nel 1948. La prima operazione viene effettuata dall'unità il 22 ottobre 1948 quando un gruppo di incursori comandato da Yohai Ben Nun attaccò con 4 MTM comprati in Italia l'ammiraglia egiziana, il cacciatorpediniere El Emir Farouk, affondandola insieme ad un dragamine di scorta. L'addestramento era stato curato da due italiani, Fiorenzo Capriotti ex incursore della Xª Flottiglia MAS della Regia Marina (da non confondere con quella omonima della R.S.I. di Salò) ed ex prigioniero di guerra non collaboratore degli Alleati,  e Nicola Conte, ex operatore di Mariassalto. Il 22 ottobre 1992 l'ammiraglio Ami Ayalon, comandante della marina israeliana, conferi a Capriotti la nomina di comandante ad honorem della Shayetet 13.
Nel 1980, operatori dell'unità si infiltrarono nella città di Tripoli, nel nord del Libano, per illuminare con puntatori laser due centri di comando palestinesi, DFLP (Democratic Front for the Liberation of Palestine) e PFLPGC (Popular Front for the Liberation of Palestine General Command), che furono poi entrambi colpiti da un missile lanciato da una nave lanciamissili della marina israeliana. Il 19 aprile 1980, con l'operazione High Voltage, assaltatori colpirono un centro di addestramento dello Arab Liberation Front a Ras as-Shaq, uccidendo 15 commando avversari e ferendone vari altri, facendo poi saltare l'edificio di comando con 20kg di esplosivo.